# Raczyce (Gran Polonia)
Raczyce es un pueblo en el distrito administrativo de la gmina de Odolanów, inserta en el distrito de Ostrów Wielkopolski, Voivodato de Gran Polonia, en el centro oeste de Polonia., Se encuentra aproximadamente a 3 kilómetros al noroeste de Odolanów, a 9 kilómetros al suroeste de Ostrów Wielkopolski, y a 104 kilómetros al sureste de la capital regional Poznań.
La localidad tiene una población de 1.200 habitantes.